# College Football Championship Game 2020
Match précédent Match suivant
Le College Playoff Championship Game 2020 est un match de football américain de niveau universitaire d'après saison régulière organisé par la NCAA .
Il se déroule le 13 janvier 2020 au Mercedes-Benz Superdome de La Nouvelle-Orléans dans l'état de Louisiane aux États-Unis.
Ce match constitue la finale nationale du Championnat NCAA de football américain 2019 de la Division 1 FBS et est donc l'apothéose de la saison 2019 de football américain universitaire. 
Il oppose les vainqueurs des demi-finales jouées le 28 décembre 2019 soit les Tigers de LSU vainqueurs du Peach Bowl 2019 et les Tigers de Clemson vainqueurs du Fiesta Bowl 2019, respectivement classés no 1 et no 3 du pays.
Il s'agit de la 6e édition du College Football Championship Game laquelle est retransmise en radio et télévision par ESPN/ESPN Radio/ESPN Deportes.
LSU remporte le match 42 à 25.

## Le stade
Le 4 novembre 2015, il est officiellement annoncé que le Mercedes-Benz Superdome de La Nouvelle-Orléans accueillera la sixième finale du College Football Playoff. Les participants aux matchs des playoffs ainsi que ceux des six matchs du nouvel-an sont dévoilés le 8 décembre 2019. Le stade a déjà hébergé quatre finales nationales (en 2000, 2004, 2008 et 2012) lesquelles étaient dénommées BCS National Championship Game. C'est la première finale du CFP à y être organisée même si plusieurs deux demi-finales y ont déjà été jouées à l'occasion des Sugar Bowls de 2015 et 2018.
Le stade, inauguré le 3 août 1975, a été rénové en 2005 et 2006 à la suite des dégâts causés par l'ouragan Katrina. Il est recouvert d'un dôme qui lui a valu son nom de Superdome. Sa toiture culmine à 77 mètres et son diamètre est de 207 mètres. Sa capacité en saison régulière de football américain est de 69 703 sièges mais elle peut être étendue à 72 003 places. C'est le domicile des Saints de La Nouvelle-Orléans, franchise de la National Football League mais également celui des Green Wave de Tulane en NCAA.
La société Merceds-Benz a acheté les droits du naming en 2011 pour une durée de 10 ans.

## Les deux équipes
Le match est arbitré par Chris Coyte de la Pacific-12 Conference.
Les deux équipes se sont qualifiées pour la finale sans perdre un seul match au cours de la saison (14 victoires). Le champion égalisera ainsi la performance des Tigers de Clemson qui en 2018 ont été sacrés champions aves quinze victoires. De même, le futur champion deviendra la seconde équipe terminant avec un bilan de 15-0 depuis les Quakers de Penn en 1897.
C'est l'équipe de LSU qui est désignée favorite par 5 points par les bookmakers.
|  | Demi-finales                                                               | Demi-finales                                                               |                  |  | Finale | Finale |
|  | Demi-finales                                                               | Demi-finales                                                               |                  |  | Finale | Finale |
|  |                                                                            |                                                                            |                  |  | | |
|  | Peach Bowl 2019 28 décembre 2019, Mercedes-Benz Stadium, Atlanta (Géorgie) | Peach Bowl 2019 28 décembre 2019, Mercedes-Benz Stadium, Atlanta (Géorgie) |                  |  | College Football Championship Game 2020 13 janvier 2020, Mercedes-Benz Superdome, La Nouvelle-Orléans (Louisiane) | College Football Championship Game 2020 13 janvier 2020, Mercedes-Benz Superdome, La Nouvelle-Orléans (Louisiane) |
|  | Peach Bowl 2019 28 décembre 2019, Mercedes-Benz Stadium, Atlanta (Géorgie) | Peach Bowl 2019 28 décembre 2019, Mercedes-Benz Stadium, Atlanta (Géorgie) |                  |  | College Football Championship Game 2020 13 janvier 2020, Mercedes-Benz Superdome, La Nouvelle-Orléans (Louisiane) | College Football Championship Game 2020 13 janvier 2020, Mercedes-Benz Superdome, La Nouvelle-Orléans (Louisiane) |
|  | #1 Tigers de LSU                                                           | 63                                                                         |                  |  | College Football Championship Game 2020 13 janvier 2020, Mercedes-Benz Superdome, La Nouvelle-Orléans (Louisiane) | College Football Championship Game 2020 13 janvier 2020, Mercedes-Benz Superdome, La Nouvelle-Orléans (Louisiane) |
|  | #1 Tigers de LSU                                                           | 63                                                                         |                  |  | College Football Championship Game 2020 13 janvier 2020, Mercedes-Benz Superdome, La Nouvelle-Orléans (Louisiane) | College Football Championship Game 2020 13 janvier 2020, Mercedes-Benz Superdome, La Nouvelle-Orléans (Louisiane) |
|  | #4 Sooners de l'Oklahoma                                                   | 28                                                                         |                  |  | College Football Championship Game 2020 13 janvier 2020, Mercedes-Benz Superdome, La Nouvelle-Orléans (Louisiane) | College Football Championship Game 2020 13 janvier 2020, Mercedes-Benz Superdome, La Nouvelle-Orléans (Louisiane) |
|  | #4 Sooners de l'Oklahoma                                                   | 28                                                                         | #1 Tigers de LSU |  | | |
|  | Fiesta Bowl 2019 28 décembre 2019, State Farm Stadium, Glendale (Arizona)  |                                                                            |                  |  | | |
|  |                                                                            | #3 Tigers de Clemson                                                       |                  |  | | |
|  | #2 Buckeyes d'Ohio State                                                   | 23                                                                         |                  |  | | |
|  | #2 Buckeyes d'Ohio State                                                   | 23                                                                         |                  |  | | |
|  | #3 Tigers de Clemson                                                       | 29                                                                         |                  |  | | |
|  | #3 Tigers de Clemson                                                       | 29                                                                         |                  |  | | |

### Tigers de LSU
L'équipe des Tigers de LSU a battu le 7 décembre les Bulldogs de la Géorgie en finale de conférence SEC. Le 8 décembre, après la publication du dernier classement du CFP, elle est sélectionnée pour disputer sa première demi-finale de CFP soit le Peach Bowl 2019. Elle le remporte le 28 décembre en battant les Sooners de l'Oklahoma sur le score de 63 à 28. Les Tigers affichent un bilan de 14 victoires sans défaite (8–0 en conférence).
La dernière défaite de LSU remonte au 24 novembre 2018 lors du match de saison régulière joué contre les Aggies du Texas. Sept overtime avaient été nécessaires, Texas A&M remportant le match 74 à 72.
C'est la première participation au CFP National Championship Game de l'histoire de LSU. Leur dernière participation à une finale nationale était une défaite (0 à 21) lors du BCS National Championship Game 2012 joué contre le Crimson Tide de l'Alabama.
| Postes      | Joueurs               | Statistiques                                                      |
| ----------- | --------------------- | ----------------------------------------------------------------- |
| Quarterback | Joe Burrow            | 371/478 passes réussies pour 5 208 yards, 55 TDs, 6 interceptions |
| Coureur     | Clyde Edwards-Helaire | 199 courses pour 1 304 yards nets gagnés et 16 TDs                |
| Receveur    | Jamarr Chase          | 75 réceptions pour 1 559 yards et 18 TDs                          |

### Tigers de Clemson
L'équipe des Tigers de Clemson bat le 7 décembre les Cavaliers de la Virginie lors de la finale de conférence ACC. Le 8 décembre, après la publication du dernier classement du CFP, elle est sélectionnée pour disputer le Fiesta Bowl 2019 considéré comme une demi-finale de CFP. Elle le remporte le 28 décembre en battant les Buckeyes d'Ohio State sur le score de 29 à 23.
Clemson affiche un bilan de 14 victoires sans défaite (8–0 en conférence). Leur dernière défaite (6 à 24) remonte à la demi-finale de CFP jouée contre les Crimson Tide de l'Alabama le 1er janvier 2018.
Clemson disputera son neuvième match de CFP (finales et demi-finales) et affiche un bilan de 6 victoires pour 2 défaites. Ce sont les champions en titre après leur victoire 44 à 16 sur Alabama lors du College Football Championship Game 2019 : 
| Saisons | Dates            | Evénements  | Vainqueurs                   | Scores  | Finalistes                      | Bilan     |
| ------- | ---------------- | ----------- | ---------------------------- | ------- | ------------------------------- | --------- |
| 2019    | 28 décembre 2019 | Fiesta Bowl | Tigers de Clemson #3         | 29 - 23 | #2 Buckeyes d'Ohio State -      | V : 1 - 0 |
|         |                  |             |                              |         |                                 |           |
| 2018    | 7 janvier 2019   | Finale      | Tigers de Clemson #2         | 44 - 16 | #1 Crimson Tide de l'Alabama    | V : 2 - 0 |
| 2018    | 29 décembre 2018 | Cotton Bowl | #2 Tigers de Clemson         | 30 - 03 | Fighting Irish de Notre Dame #3 | V : 3 - 0 |
|         |                  |             |                              |         |                                 |           |
| 2017    | 1er janvier 2018 | Sugar Bowl  | Crimson Tide de l'Alabama #4 | 24 - 06 | #1 Tigers de Clemson            | D : 3 - 1 |
|         |                  |             |                              |         |                                 |           |
| 2016    | 9 janvier 2017   | Finale      | Tigers de Clemson #2         | 35 - 31 | #1 Crimson Tide de l'Alabama    | V : 4 - 1 |
| 2016    | 31 décembre 2016 | Peach Bowl  | #2 Tigers de Clemson         | 31 - 0  | Buckeyes d'Ohio State #3        | V : 5 - 1 |
|         |                  |             |                              |         |                                 |           |
| 2015    | 11 janvier 2016  | Finale      | Crimson Tide de l'Alabama #2 | 40 - 45 | #1 Tigers de Clemson            | D : 5 - 2 |
| 2015    | 31 décembre 2015 | Orange Bowl | #1 Tigers de Clemson         | 37 - 17 | Sooners de l'Oklahoma #4        | V : 6 - 2 |

| Postes      | Joueurs         | Statistiques                                                      |
| ----------- | --------------- | ----------------------------------------------------------------- |
| Quarterback | Trevor Lawrence | 250/370 passes réussies pour 3 431 yards, 36 TDs, 8 interceptions |
| Coureur     | Travis Etienne  | 192 courses pour 1 536 yards nets gagnés et 18 TDs                |
| Receveur    | Tee Higgins     | 56 réceptions pour 1 115 yards et 13 TDs                          |

### Leurs résultats
| N°                          | Adversaire          | Score   |
| --------------------------- | ------------------- | ------- |
| 1                           | Georgia Southern    | 55 - 03 |
| 2                           | @ #9 Texas          | 45 - 38 |
| 3                           | Northwestern State  | 65 - 14 |
| 4                           | @ Vanderbilt        | 66 - 38 |
| 5                           | Utah State          | 42 - 06 |
| 6                           | #7 Florida          | 42 - 28 |
| 7                           | @ Mississippi State | 36 - 13 |
| 8                           | #9 Auburn           | 23 - 20 |
| 9                           | @ #3 Alabama        | 46 - 41 |
| 10                          | @ Ole Miss          | 58 - 37 |
| 11                          | Arkansas            | 56 - 20 |
| 12                          | Texas A&M           | 50 - 07 |
| Finale de conférence        |                     |         |
| 13                          | #4 Georgia          | 37 - 10 |
| 1/2 finale CFP - Peach Bowl |                     |         |
| 14                          | #4 Oklahoma         | 63 - 28 |

| N°                           | Adversaire       | Score   |
| ---------------------------- | ---------------- | ------- |
| 1                            | Georgia Tech     | 52 - 14 |
| 2                            | #12 Texas A&M    | 24 - 10 |
| 3                            | @ Syracuse       | 41 - 06 |
| 4                            | Charlotte        | 52 - 10 |
| 5                            | @ North Carolina | 21 - 20 |
| 6                            | Florida State    | 45 - 14 |
| 7                            | @ Louisville     | 45 - 10 |
| 8                            | Boston College   | 59 - 07 |
| 9                            | Wofford (FCS)    | 59 - 14 |
| 10                           | @ NC State       | 55 - 10 |
| 11                           | Wake Forest      | 52 - 03 |
| 12                           | @ South Carolina | 38 - 03 |
| Finale de conférence         |                  |         |
| 13                           | #23 Virginia     | 62 - 17 |
| 1/2 finale CFP - Fiesta Bowl |                  |         |
| 14                           | #3 Ohio State    | 29 - 23 |

### Les titulaires

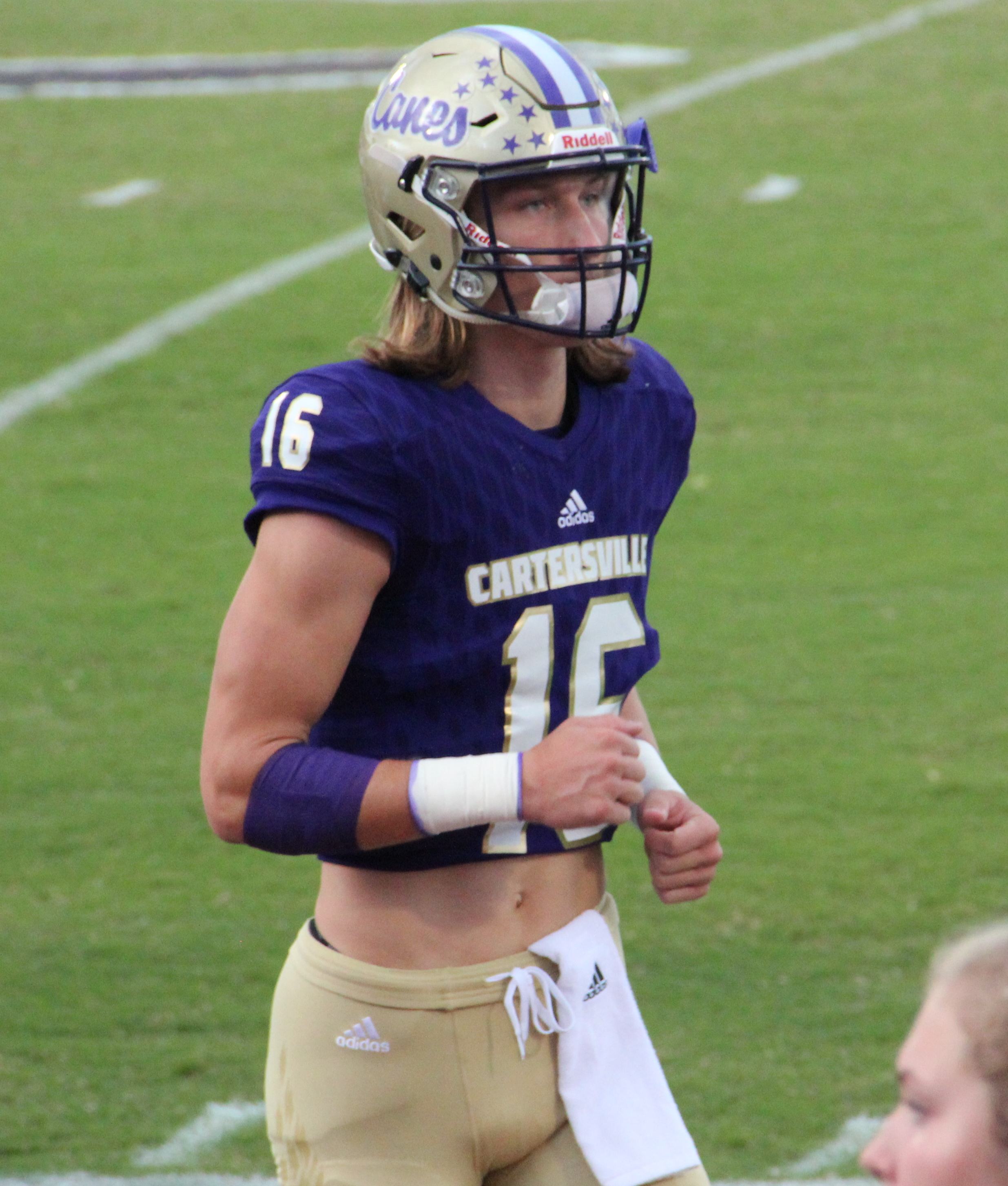
Trevor Lawrence, QB de Clemson.

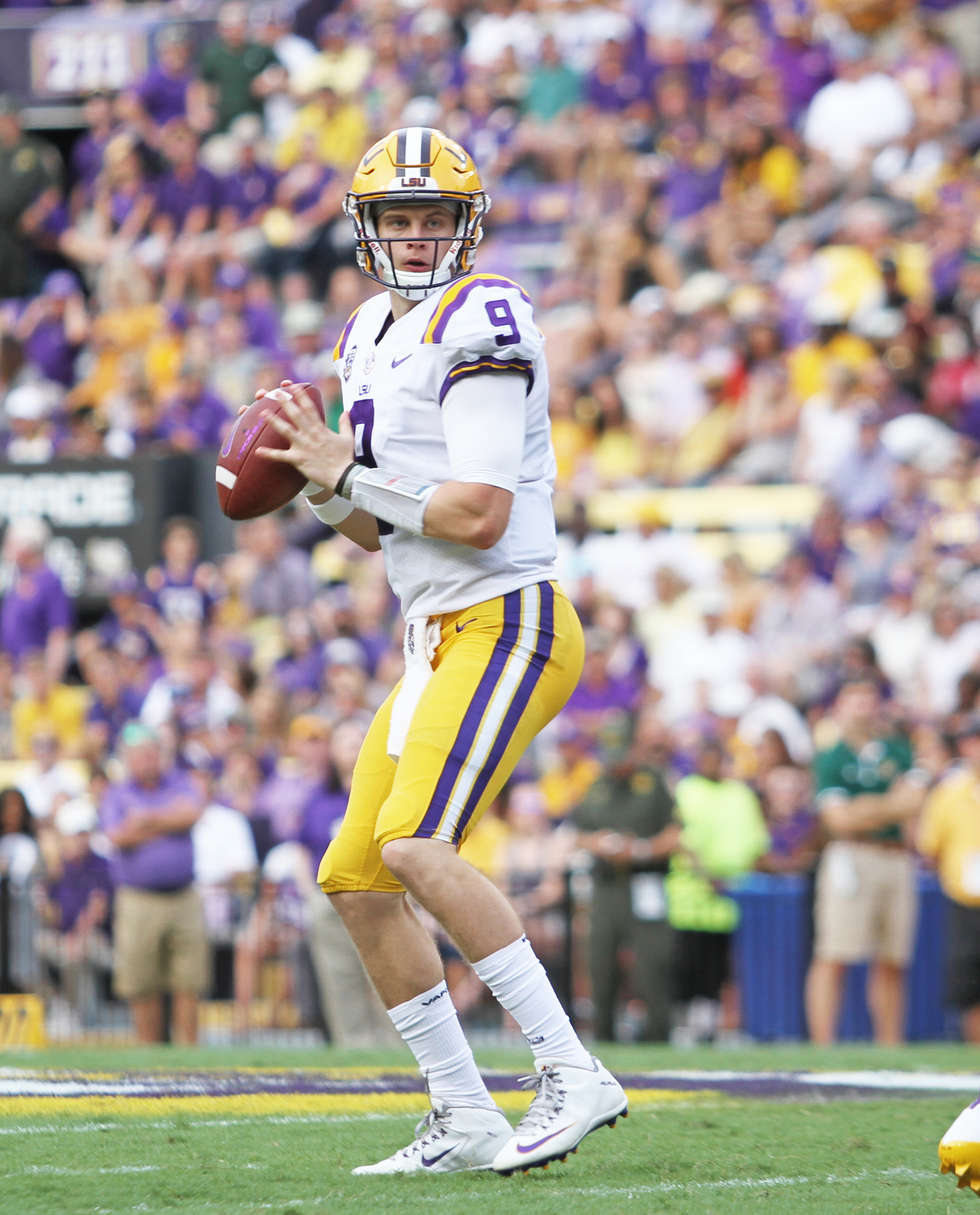
Joe Burrow, QB de LSU.

| Tigers de LSU         | Position | Position | Tigers de Clemson |
| --------------------- | -------- | -------- | ----------------- |
| Joe Burrow            | QB       | QB       | Trevor Lawrence   |
| Clyde Edwards-Helaire | RB       | RB       | Travis Etienne    |
| Ja'Marr Chase         | WR       | WR       | Tee Higgins       |
| Justin Jefferson      | WR       | WR       | Justyn Ross (en)  |
| Terrace Marshall (en) | WR       | WR       | Amari Rodgers     |
| Thaddeus Moss (en)    | TE       | TE       | J.C. Chalk        |
| L. Cushenberry        | C        | C        | Sean Pollard      |
| Damien Lewis          | RG       | RG       | Gage Cervenka     |
| Austin Deculus        | RT       | RT       | Tremayne Anchrum  |
| Adrian Magee          | LG       | LG       | John Simpson (en) |
| Saahdiq Charles       | LT       | LT       | Jackson Carman    |

| Tigers de LSU         | Position | Position | Tigers de Clemson |
| --------------------- | -------- | -------- | ----------------- |
| Adrian Magee          | NG       | DT       | Nyles Pinckney    |
| Rashard Lawrence (en) | DL       | DT       | Tyler Davis       |
| Glen Logan            | DE       | DE       | Xavier Thomas     |
| Grant Delpit (en)     | DB       | DE       | Justin Foster     |
| Jacob Phillips        | MLB      | MLB      | James Skalski     |
| Patrick Queen         | MLB      | WLB      | Chad Smith        |
| K'Lavon Chaisson      | SLB      | SLB      | Isaiah Simmons    |
| Kristian Fulton       | CB       | CB       | Derion Kendrick   |
| Derek Stingley Jr.    | CB       | CB       | A. J. Terrell     |
| Jacoby Stevens        | S        | CB       | K'Von Wallace     |
| 'Mo Hampton Jr.       | FS       | FS       | Tanner Muse       |

### Les deux entraîneurs

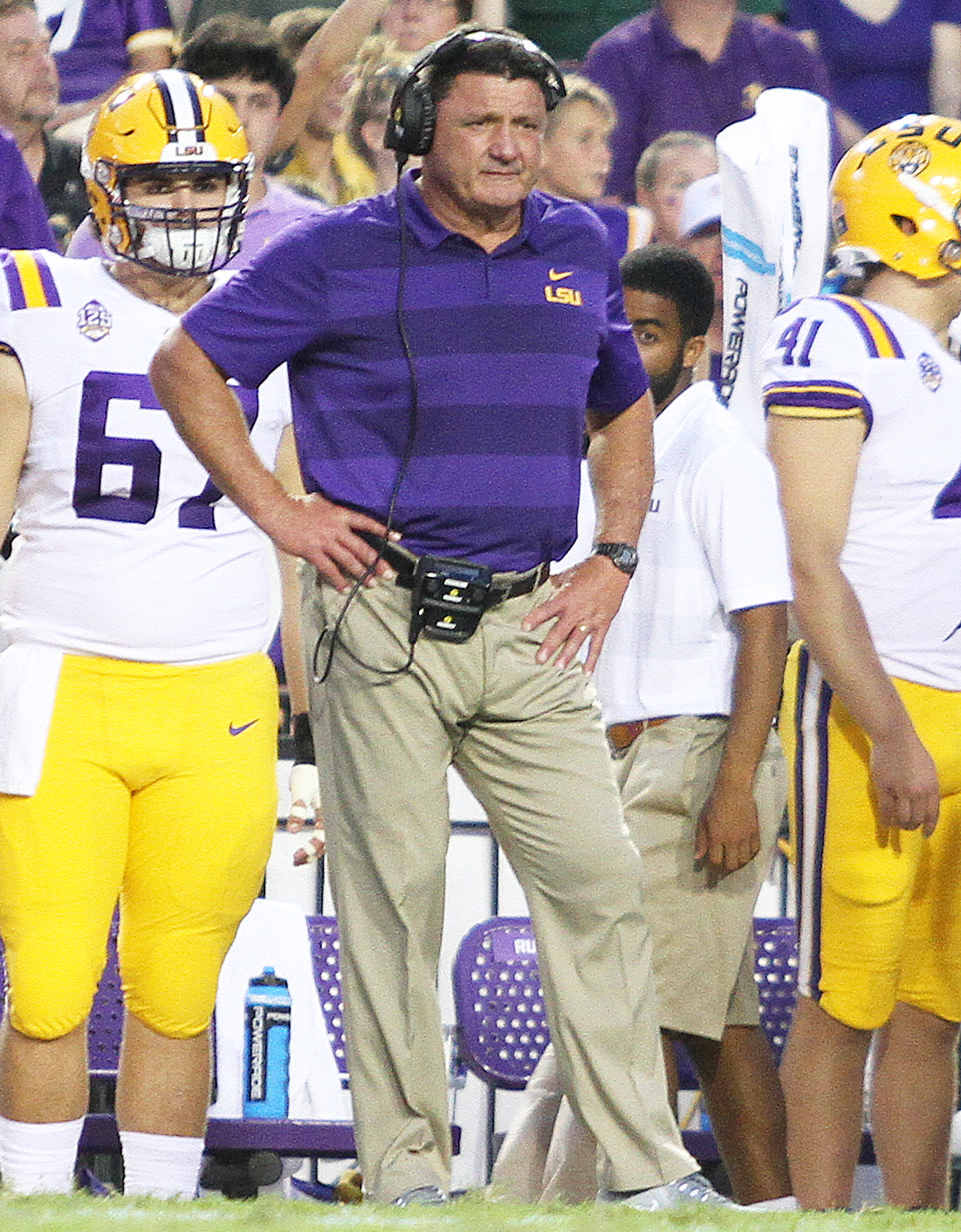
Ed Orgeron (en), LSU.
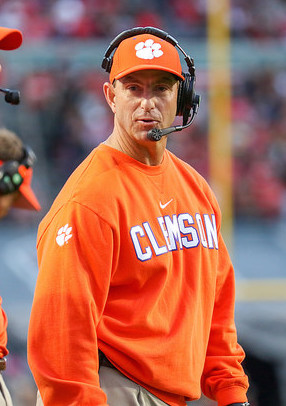
Dabo Swinney, Clemson.

## Résumé du match
Résumé et photo sur la page du site francophone The Blue Pennant.
Début du match à  19 h 18, fin à  23 h 14 pour une durée totale de jeu de 03 h 56 min, joué dans un stade fermé (indoors).
| QT            | Temps         | Drive         | Drive         | Drive         | Équipe        | Description de l'action | Score | Score |
| ------------- | ------------- | ------------- | ------------- | ------------- | ------------- | --- | ----- | ----- |
| QT            | Temps         | Jeux          | Yards         | TDP           | Équipe        | Description de l'action | CLE   | LSU   |
| 1             | 06:34         | 5             | 67            | 02:05         | CLE           | TD à la suite d'une course de 1 yard par QB Trevor Lawrence + 1 point de conversion par K B.T. Potter                                               | 7     | —     |
| 1             | 02:20         | 4             | 70            | 01:36         | LSU           | TD de 52 yards par WR T.J. Chase à la suite réception de passe de QB Joe Burrow + 1 point de conversion par K Cade York                             | —     | 7     |
|               |               |               |               |               |               | |       |       |
| 2             | 13:43         | 9             | 40            | 03:37         | CLE           | FG de 52 yards par K B.T. Potter | 10    | —     |
| 2             | 10:38         | 4             | 96            | 01:32         | CLE           | TD à la suite d'une course de 36 yards par WR Tee Higgins + 1 point de conversion par K B.T. Potter                                                 | 17    | —     |
| 2             | 09:17         | 5             | 75            | 01:21         | LSU           | TD à la suite d'une course de 3 yards par QB Joe Burrow + 1 point de conversion par K Cade York                                                     | —     | 14    |
| 2             | 05:19         | 6             | 87            | 02:03         | LSU           | TD de 14 yards par WR T.J. Chase à la suite d'une réception de passe de QB Joe Burrow + 1 point de conversion par K Cade York                       | —     | 21    |
| 2             | 00:10         | 11            | 95            | 03:28         | LSU           | TD de 6 yards par TE Thaddeus Moss à la suite d'une réception de passe de QB Joe Burrow + 1 point de conversion par K Cade York                     | —     | 28    |
|               |               |               |               |               |               | |       |       |
| 3             | 10:49         | 6             | 50            | 02:37         | CLE           | TD à la suite d'une course de 3 yards de RB Travis Etienne + 2 points de conversion (passe de QB Trevor Lawrence réceptionnée par WR Amari Rodgers) | 25    | —     |
| 3             | 05:13         | 6             | 68            | 02:26         | LSU           | TD de 4 yards par WR Thaddeus Moss à la suite d'une réception de passe de QB Joe Burrow + 1 point de conversion par K Cade York                     | —     | 35    |
|               |               |               |               |               |               | |       |       |
| 4             | 12:08         | 8             | 57            | 03:42         | LSU           | TD de 24 yards par WR Terrace Marshall à la suite d'une réception de passe de QB Joe Burrow + 1 point de conversion par K Cade York                 | —     | 42    |
| Score final : | Score final : | Score final : | Score final : | Score final : | Score final : | Score final : | 25    | 42    |

## Statistiques
| Systèmes | Noms           | Équipes | Postes |
| -------- | -------------- | ------- | ------ |
| Attaque  | Joe Burrow Sr. | LSU     | QB     |
| Défense  | Patrick Queen  | LSU     | LB     |

| Statistiques                           | Tigers de Clemson                                       | Tigers de LSU                                           |
| -------------------------------------- | ------------------------------------------------------- | ------------------------------------------------------- |
| 1er down                               | 23                                                      | 29                                                      |
| 1er down à la course                   | 6                                                       | 10                                                      |
| 1er down à la passe                    | 11                                                      | 17                                                      |
| 1er down suite pénalité                | 6                                                       | 2                                                       |
| Conversion de 3e down                  | 1/11                                                    | 4/14                                                    |
| Conversion de 4e down                  | 0/0                                                     | 1/1                                                     |
| Jeux–yards                             | 65 jeux pour 394 yards                                  | 81 jeux pour 628 yards                                  |
| Yards à la course                      | 28 courses pour 160 yards (moyenne de 5,7 yards/course) | 32 courses pour 165 yards (moyenne de 5,2 yards/course) |
| Yards à la passe                       | 234                                                     | 463                                                     |
| Passes : Réussies-Tentées-Interceptées | 18/37 passes complétées, 0 interception                 | 31/49 passes complétées, 0 interception                 |
| Réussite en zone rouge/chances         | 2/2                                                     | 4/5                                                     |
| Touchdown                              | 3                                                       | 6                                                       |
| Field Goals                            | 1/1                                                     | 0/1                                                     |
| Sacks (Nombre-Yards)                   | 5 pour 26 yards adverses perdus                         | 2 pour 11 yards adverses perdus                         |
| Fumbles (Nombre/Perdus)                | 1/1                                                     | 0/0                                                     |
| Pénalités (Nombre/Yards perdus)        | 7 pour 65 yards perdus                                  | 11 pour 118 yards perdus                                |
| Temps de possession                    | 25:15                                                   | 34:45                                                   |

| Tigers de Clemson |                       | |
| Quarterback       | Trevor Lawrence       | 18/37 passes complétées, 234 yards, 0 interception, 0 TD, 2 sacks subis, évaluation du B de 101,8  |
| Meilleur coureur  | Travis Etienne        | 15 courses pour 78 yards nets gagnés, 1 TD, moyenne de 5,2 yards/course                            |
| Meilleur receveur | Justyn Ross           | 5/12 réceptions pour 76 yards gagnés, 0 TD                                                         |
| Meilleur tackler  | Nolan Turner          | 10 tacles dont 6 en solo                                                                           |
| Tigers de LSU     |                       | |
| Quarterback       | Joe Burrow            | 31/49 passes complétées, 463 yards, 0 interception, 5 TDs, s sacks subis, évaluation du B de 176,3 |
| Meilleur coureur  | Clyde Edwards-Helaire | 16 courses pour 110 yards nets gagnés, 0 TD, moyenne de 6,9 yards/course                           |
| Meilleur receveur | Ja'Marr Chase         | 9/15 réceptions pour 221 yards gagnés, 2 TDs                                                       |
| Meilleur tackler  | Jacob Philipps        | 8 tacles dont 5 en solo, ½ TFL (1 yard)                                                            |